# الدوري الفنلندي الممتاز 2015
الدوري الفنلندي الممتاز 2015 (بالفنلندية: Veikkausliigan kausi 2015)‏ هو موسم من الدوري الفنلندي الممتاز. أقيم بتاريخ 2015، وفاز فيه سينايوين يالكابالوكيرهو.